# CSI: NY (seizoen 1)
Het 1e seizoen van de Thriller Crime Scene Investigation New York werd uitgezonden (in Amerika) van 22 september 2004 tot en met 18 mei 2005.
In Nederland werd dit seizoen van de serie door RTL 5 uitgezonden en dit gebeurde een half jaar later. Het eerste seizoen bestond uit 23 afleveringen die allen ongeveer 45 minuten duren. De hoofdrollen worden gespeeld door Gary Sinise, Melina Kanakaredes, Vanessa Ferlito, Carmine Giovinazzo, Hill Harper en Eddie Cahill.
De dvd van het eerste seizoen werd op 18 oktober 2005 uitgegeven in Amerika, Canada en Bermuda, op 2 maart 2006 werd de dvd ook in Europa, en dus Nederland, uitgegeven.

## Rolverdeling
| Acteur             | Personage         | per aflevering | per aflevering | per aflevering | per aflevering | per aflevering | per aflevering | per aflevering | per aflevering | per aflevering | per aflevering | per aflevering | per aflevering | per aflevering | per aflevering | per aflevering | per aflevering | per aflevering | per aflevering | per aflevering | per aflevering | per aflevering | per aflevering | per aflevering | per aflevering |
| Acteur             | Personage         | 1e             | 2e             | 3e             | 4e             | 5e             | 6e             | 7e             | 8e             | 9e             | 10e            | 11e            | 12e            | 13e            | 14e            | 15e            | 16e            | 17e            | 18e            | 19e            | 20e            | 21e            | 22e            | 23e            |                |
| ------------------ | ----------------- | -------------- | -------------- | -------------- | -------------- | -------------- | -------------- | -------------- | -------------- | -------------- | -------------- | -------------- | -------------- | -------------- | -------------- | -------------- | -------------- | -------------- | -------------- | -------------- | -------------- | -------------- | -------------- | -------------- | -------------- |
| Gary Sinise        | Mac Taylor        | Gehele seizoen | Gehele seizoen | Gehele seizoen | Gehele seizoen | Gehele seizoen | Gehele seizoen | Gehele seizoen | Gehele seizoen | Gehele seizoen | Gehele seizoen | Gehele seizoen | Gehele seizoen | Gehele seizoen | Gehele seizoen | Gehele seizoen | Gehele seizoen | Gehele seizoen | Gehele seizoen | Gehele seizoen | Gehele seizoen | Gehele seizoen | Gehele seizoen | Gehele seizoen |                |
| Melina Kanakaredes | Stella Bonasera   | Gehele seizoen | Gehele seizoen | Gehele seizoen | Gehele seizoen | Gehele seizoen | Gehele seizoen | Gehele seizoen | Gehele seizoen | Gehele seizoen | Gehele seizoen | Gehele seizoen | Gehele seizoen | Gehele seizoen | Gehele seizoen | Gehele seizoen | Gehele seizoen | Gehele seizoen | Gehele seizoen | Gehele seizoen | Gehele seizoen | Gehele seizoen | Gehele seizoen | Gehele seizoen |                |
| Vanessa Ferlito    | Aiden Burn        | Gehele seizoen | Gehele seizoen | Gehele seizoen | Gehele seizoen | Gehele seizoen | Gehele seizoen | Gehele seizoen | Gehele seizoen | Gehele seizoen | Gehele seizoen | Gehele seizoen | Gehele seizoen | Gehele seizoen | Gehele seizoen | Gehele seizoen | Gehele seizoen | Gehele seizoen | Gehele seizoen | Gehele seizoen | Gehele seizoen | Gehele seizoen | Gehele seizoen | Gehele seizoen |                |
| Carmine Giovinazzo | Danny Messer      | Gehele seizoen | Gehele seizoen | Gehele seizoen | Gehele seizoen | Gehele seizoen | Gehele seizoen | Gehele seizoen | Gehele seizoen | Gehele seizoen | Gehele seizoen | Gehele seizoen | Gehele seizoen | Gehele seizoen | Gehele seizoen | Gehele seizoen | Gehele seizoen | Gehele seizoen | Gehele seizoen | Gehele seizoen | Gehele seizoen | Gehele seizoen | Gehele seizoen | Gehele seizoen |                |
| Hill Harper        | Sheldon Hawkes    | Gehele seizoen | Gehele seizoen | Gehele seizoen | Gehele seizoen | Gehele seizoen | Gehele seizoen | Gehele seizoen | Gehele seizoen | Gehele seizoen | Gehele seizoen | Gehele seizoen | Gehele seizoen | Gehele seizoen | Gehele seizoen | Gehele seizoen | Gehele seizoen | Gehele seizoen | Gehele seizoen | Gehele seizoen | Gehele seizoen | Gehele seizoen | Gehele seizoen | Gehele seizoen |                |
| Eddie Cahill       | Donald Flack, Jr. | Gehele seizoen | Gehele seizoen | Gehele seizoen | Gehele seizoen | Gehele seizoen | Gehele seizoen | Gehele seizoen | Gehele seizoen | Gehele seizoen | Gehele seizoen | Gehele seizoen | Gehele seizoen | Gehele seizoen | Gehele seizoen | Gehele seizoen | Gehele seizoen | Gehele seizoen | Gehele seizoen | Gehele seizoen | Gehele seizoen | Gehele seizoen | Gehele seizoen | Gehele seizoen |                |

## Afleveringen
| Nr. | Titel aflevering               | Geregisseerd door | Geschreven door                    | Uitzenddatum VS   | Uitzenddatum Nederland |
| --- | ------------------------------ | ----------------- | ---------------------------------- | ----------------- | ---------------------- |
| 1   | "Blink"                        | Deran Sarafian    | Anthony E. Zuiker                  | 22 september 2004 | 6 maart 2005           |
| 2   | "Creatures of the Night"       | Tim Hunter        | Pam Veasey                         | 29 september 2004 | 15 maart 2005          |
| 3   | "American Dreamers"            | Rob Bailey        | Eli Talbert                        | 6 oktober 2004    |                        |
| 4   | "Grand Master"                 | Kevin Bray        | Zachary Reiter                     | 27 oktober 2004   |                        |
| 5   | "A Man a Mile"                 | David Grossman    | Andrew Lipsitz                     | 3 november 2004   |                        |
| 6   | "Outside Man"                  | Rob Bailey        | Timothy J. Lea                     | 10 november 2004  |                        |
| 7   | "Rain"                         | David Grossman    | Pam Veasey                         | 17 november 2004  |                        |
| 8   | "Three Generations are Enough" | Alex Zakrzewski   | Andrew Lipsitz                     | 24 november 2004  |                        |
| 9   | "Officer Blue"                 | Deran Sarafian    | Anthony E. Zuiker                  | 1 december 2004   |                        |
| 10  | "Night, Mother"                | Karen Gaviola     | Elizabeth Devine & John Haynes     | 15 december 2004  |                        |
| 11  | "Tri-Borough"                  | Greg Yaitanes     | Eli Talbert & Andrew Lipsitz       | 5 januari 2005    |                        |
| 12  | "Recycling"                    | Alex Zakrzewski   | Timothy J. Lea & Zachary Reiter    | 12 januari 2005   |                        |
| 13  | "Tanglewood"                   | Karen Gaviola     | Anthony E. Zuiker                  | 26 januari 2005   |                        |
| 14  | "Blood, Sweat & Tears"         | Scott Lautanen    | Eli Talbert & Erica Shelton        | 9 februari 2005   |                        |
| 15  | "Til Death Do We Part"         | Nelson McCormick  | Pam Veasey                         | 16 februari 2005  |                        |
| 16  | "Hush"                         | Deran Sarafian    | Anthony E. Zuiker & Timothy J. Lea | 23 februari 2005  |                        |
| 17  | "The Fall"                     | Norberto Barba    | Anne McGrail & Bill Haynes         | 2 maart 2005      |                        |
| 18  | "The Dove Commission"          | Emilio Estevez    | Anthony E. Zuiker & Zachary Reiter | 23 maart 2005     | 15 september 2005      |
| 19  | "Crime & Misdemeanor"          | Rob Bailey        | Eli Talbert & Andrew Lipsitz       | 13 april 2005     | 22 september 2005      |
| 20  | "Supply & Demand"              | Joe Chappelle     | Erica Shelton & Anne McGrail       | 27 april 2005     | 29 september 2005      |
| 21  | "On The Job"                   | David Von Ancken  | Timothy J. Lea                     | 4 mei 2005        | 6 oktober 2005         |
| 22  | "The Closer"                   | Emilio Estevez    | Pam Veasey                         | 11 mei 2005       | 13 oktober 2005        |
| 23  | "What You See Is What You See" | Duane Clark       | Andrew Lipsitz                     | 18 mei 2005       | 20 oktober 2005        |